# Devotion (jogo eletrônico)
Devotion (chinês tradicional: 還願, lit. ‘Executar uma promessa’) é um jogo eletrônico de terror psicológico em primeira pessoa desenvolvido e publicado pela desenvolvedora de jogos taiwanesa Red Candle Games. É exclusivo para Microsoft Windows, tendo sido lançado através da Steam no dia 19 de fevereiro de 2019. Contudo, foi removido da loja no dia 26 de fevereiro, pois está sendo submetido a uma revisão devido a controvérsias envolvendo uma escrita presente em um muro do jogo na qual se lê "Xi Jinping Ursinho Pooh" em chinês, uma referência a um meme envolvendo o presidente da China.
O jogo se passa em Taiwan, na década de 1980, com sua maioria ocorrendo no interior de um edifício residencial em Taipei, havendo a integração de vários elementos da cultura taiwanesa e da religião chinesa. A música de fundo de Devotion foi composta pelo taiwanês Vincent Yang e lançada como uma DLC junto com o jogo na Steam. Foi desenvolvido utilizando o Unity como motor gráfico.

## Enredo
Os jogadores, em grande parte, controlam o perturbado roteirista Du Feng Yu (杜豐于) por um edifício residencial em Taipei, com apartamentos que representam vários anos da década de 1980 em que a família Du lá residiu. A família é composta por Feng Yu, Gong Li Fang (鞏莉芳), sua esposa e uma cantora de sucesso agora aposentada, e a filha do casal, Du Mei Shin (杜美心), uma cantora mirim em ascensão. Logo após o casamento, a carreira de Feng Yu como roteirista estagna, bem quando Mei Shin começa a apresentar sinais de uma misteriosa doença. A situação financeira da família vai deteriorando com o tempo, com frequentes brigas entre o casal, visto que o marido não acha necessário que Li Fang volte a trabalhar para ajudá-los.
Em meio às discussões domésticas, Mei Shin entra em um popular concurso musical, procurando agradar seus pais e se tornar uma grande cantora. No entanto, sua apresentação da popular música de sua mãe, "Lady of the Pier" (碼頭姑娘), fica a um ponto de passar para a próxima fase do concurso. Após o ocorrido e sob grande pressão de seus pais, a condição de saúde de Mei Shin piora, deixando-a incapaz de cantar. Apesar do médico sugerir que a família procure por um tratamento psicológico, Feng Yu começa a seguir os ensinamentos de Mentor Heuh (何老師), uma líder do culto à divindade Cigu Guanyin (慈孤觀音), que supostamente poderia curar Mei Shin. O roteirista passa a ficar obcecado pelo culto à divindade e aos ensinamentos de Heuh; sua esposa tenta convencê-lo de que se trata de uma fraude, mas ao perceber que seu marido não irá escutá-la, deixa a família e recomeça sua carreira.
Vendo a queda de sua família, Mei Shin pede que seu pai a ajude a dobrar origamis de tulipas, crente que será curada quando tiver dobrado o suficiente para que seu quarto fique cheio de flores. Após uma sessão espírita, Heuh sugere que Feng Yu faça um ritual de magia negra que consiste em submergir Mei Shin em uma banheira cheia de vinho de arroz e deixá-la trancada no banheiro por sete dias. Após falhar em contatar a líder espiritual no último dia, Feng Yu finalmente percebe o que fez e corre para casa, somente para encontrar sua filha já morta. Uma cena pós-crédito mostra Feng Yu sentado sozinho lamentando a morte de sua filha.

## Desenvolvimento
Devotion se inspira em jogos atmosféricos como P.T., What Remains of Edith Finch e Layers of Fear. Os desenvolvedores do jogo expressaram um desejo de fazê-lo atmosférico de uma maneira que seja familiar para os jogadores taiwaneses, explicando que a cultura do Taiwan raramente aparece em jogos eletrônicos.

## Ligações Externas
- «Sítio oficial»
- Sítio oficial da trilha sonora
- Red Candle Games no Facebook
- Devotion. no IMDb.